# Parantica milagros
Parantica milagros är en fjärilsart som beskrevs av Schröder och Colin G.Treadaway 1980. Parantica milagros ingår i släktet Parantica och familjen praktfjärilar. IUCN kategoriserar arten globalt som starkt hotad. Inga underarter finns listade i Catalogue of Life.